# Zbigniew Knapik
Zbigniew Knapik (ur. 21 stycznia 1926, zm. 27 lutego 2010) – lekarz, prof. dr hab., rektor  Akademii Medycznej we Wrocławiu.
Wydział Lekarski Akademii Medycznej we Wrocławiu ukończył w 1951 r. W 1961 uzyskał stopień doktora medycyny, habilitowany w 1966, profesorem nadzwyczajnym został mianowany w 1975, a profesorem zwyczajnym w 1984 r. 
W latach 1950–1951 młodszy asystent I Kliniki Chorób Wewnętrznych Akademii Medycznej we Wrocławiu, od 1951 asystent Oddziału Wewnętrznego Szpitala Wojewódzkiego we Wrocławiu, w okresie 1954–1967 starszy asystent, adiunkt i p.o. kierownik Katedry Medycyny Ogólnej Studium Doskonalenia Lekarzy Akademii Medycznej w Warszawie. Od 1967 r. docent w Klinice Chorób Wewnętrznych Akademii Medycznej we Wrocławiu. W latach 1970–1996 kierownik Kliniki Gastroenterologicznej Instytutu Chorób Wewnętrznych, później Katedry i Kliniki Gastroenterologii wrocławskiej Akademii Medycznej. Kierownik Zakładu Balneologii na Wydziale Zdrowia Publicznego (obecnie Wydział Nauk o Zdrowiu). Nestor wrocławskiej interny.
Dziekan Wydziału Lekarskiego (1974–1981) oraz rektor w latach 1990–1993. Jako rektor zainicjował utworzenie Wydziału Lekarskiego Kształcenia Podyplomowego.
Doktor honoris causa Akademii Medycznej w Białymstoku.
Pochowany na cmentarzu św. Wawrzyńca we Wrocławiu.

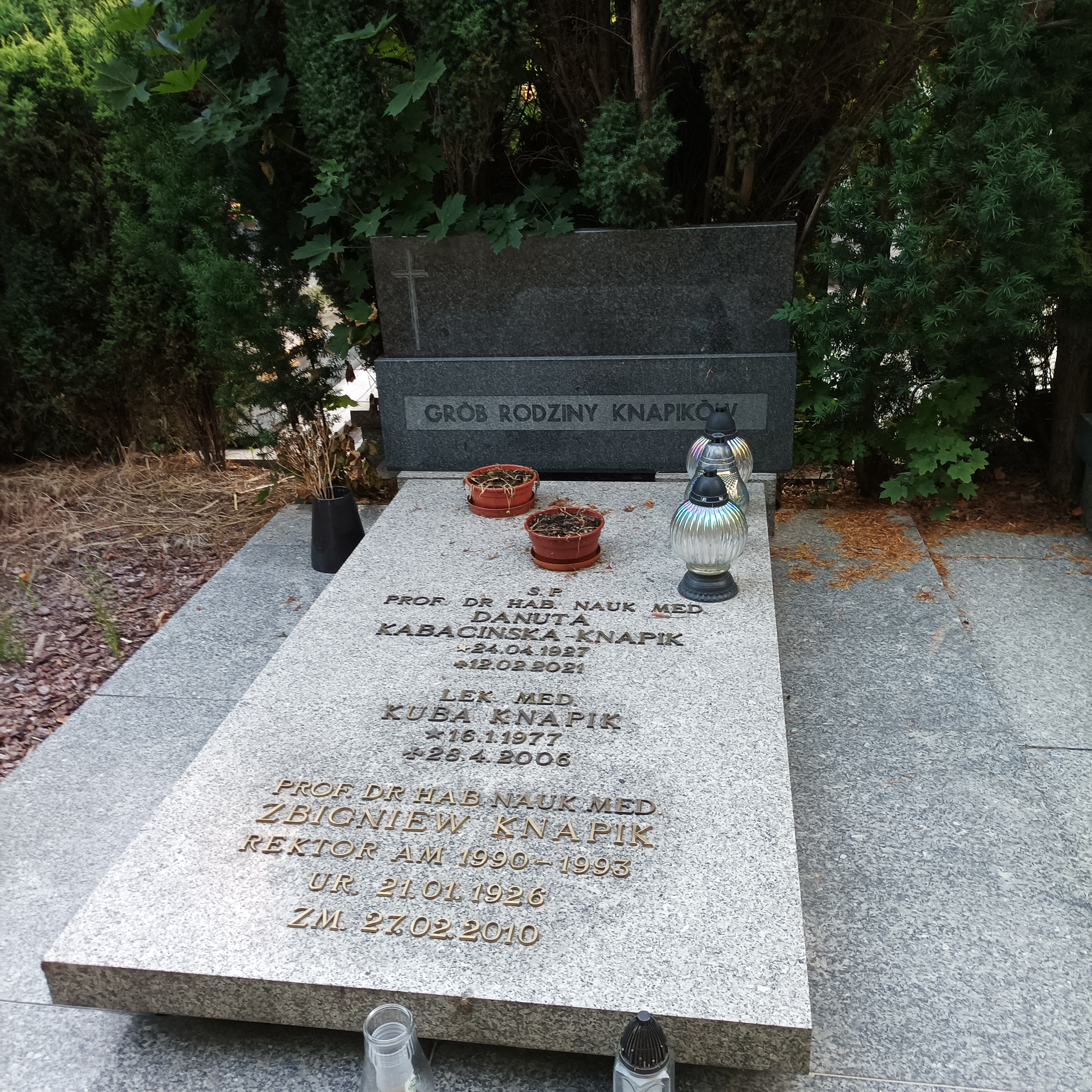
Grób prof. Zbigniewa Knapika i Danuty Kabacińskiej-Knapik na Cmentarzu św. Wawrzyńca

## Członkostwo
Członek:  Polskiego Towarzystwa Lekarskiego, Towarzystwa Internistów Polskich, Wrocławskiego Towarzystwa Naukowego, Polskiego Towarzystwa Gastroenterologii, Polskiego Towarzystwa Gerontologicznego, Międzynarodowego Towarzystwa Internistów, Association Europeenne et Méditerranéenne de Gastrologie et Proctologie oraz International College of Psychosomatic Medicine.

## Główne kierunki badań
Patogeneza chorób żołądka, motoryka przewodu pokarmowego, polekowe uszkodzenia przewodu pokarmowego i wątroby. 
Autor 328 publikacji oraz autor lub współautor 4 podręczników. 
Opiekun 4 przewodów habilitacyjnych, promotor 25 prac doktorskich, ponad 100 lekarzy pod jego kierunkiem zdobyło specjalizacje. Promotor dwóch doktorów honoris causa macierzystej uczelni.

## Odznaczenia
- Krzyż Komandorski Orderu Odrodzenia Polski
- Krzyż Oficerski Orderu Odrodzenia Polski
- Krzyż Kawalerski Orderu Odrodzenia Polski
- Złoty Krzyż Zasługi
- Srebrny Krzyż Zasługi

oraz kilkakrotnie nagrody Ministerstwa Zdrowia i Opieki Społecznej,
medale uczelni.